# Růžová (okres Děčín)
Růžová (do roku 1947 s německým názvem Rosendorf) je obec v okrese Děčín v Ústeckém kraji, ve které žije 577 obyvatel. Leží v chráněné krajinné oblasti Labské pískovce v nadmořské výšce 280–350 metrů. Z hlediska správního členění je její součástí vesnice Kamenická Stráň.
Nachází se zde kostel svatého Petra a Pavla z roku 1711, který byl po rozsáhlém požáru v roce 1988 opraven a roku 2000 znovu vysvěcen. Od druhé poloviny 19. století fungovala v obci i evangelická farnost s kostelem a školou.

## Historie
Osada byla založena německými osadníky během velké kolonizace. První písemná zmínka o obci pocházejí z roku 1352. Do konce druhé světové války patřila Růžová mezi největší a nejbohatší obce Děčínska, a to hlavně zásluhou zemědělství a turistického ruchu. 

## Obyvatelstvo
Při sčítání lidu v roce 1921 ve vsi žilo 1 272 obyvatel (z toho 565 mužů), z nichž bylo 1 250 Němců a 22 cizinců. Kromě 105 evangelíků a 58 lidí bez vyznání byli římskými katolíky. Podle sčítání lidu z roku 1930 měla vesnice 1 335 obyvatel: čtyři Čechoslováky, 1 313 Němců  a osmnáct cizinců. Většina (1 016 osob) se hlásila k římskokatolické církvi, ale kromě ní v Růžové žilo 153 evangelíků a 166 lidí bez vyznání.
|                                                              | 1869  | 1880  | 1890  | 1900  | 1910  | 1921  | 1930  | 1950 | 1961 | 1970 | 1980 | 1991 | 2001 | 2011 |
| ------------------------------------------------------------ | ----- | ----- | ----- | ----- | ----- | ----- | ----- | ---- | ---- | ---- | ---- | ---- | ---- | ---- |
| Obyvatelé                                                    | 1 657 | 1 699 | 1 643 | 1 634 | 1 566 | 1 272 | 1 335 | 426  | 377  | 288  | 251  | 201  | 331  | 388  |
| Domy                                                         | 262   | 287   | 292   | 293   | 294   | 287   | 288   | 227  | 106  | 82   | 69   | 55   | 155  | 183  |
| Data z roku 1961 zahrnují domy místní části Kamenická Stráň. |       |       |       |       |       |       |       |      |      |      |      |      |      |      |

## Části obce
- Růžová
- Kamenická Stráň

## Pamětihodnosti
- Kostel sv. Petra a Pavla, postaven v letech 1711–1712. Na začátku srpna 1988 byl zdevastován požárem, od roku 1990 deset let probíhala celková rekonstrukce, která zahrnovala i zdi a schodiště kolem kostela. Kostel byl poté znovu vysvěcen.[10] Okolo kostela se nacházel hřbitov, nový hřbitov byl otevřen jihozápadně od obce na svahu vrchu Petřín.
- Evangelický kostel z roku 1864. Po druhé světové válce využíván Církví československou, v šedesátých letech 20. století sloužil jako kino a k bydlení.[10] Nachází se v havarijním stavu. Od kostela vede jihovýchodním směrem cesta starou alejí k evangelickému hřbitovu na severozápadním svahu Kovářova kopce.
- Zděný větrný mlýn z 19. století
- Polodřevěná zvonice ze 16. století, jejíž zvon byl v letech 1408–1791 umístěn v kostele v Praze.[10]
- Dolský mlýn, zřícenina historického mlýna na soutoku Kamenice a Jetřichovické Bělé
- Vesnická památková zóna Kamenická Stráň
- smírčí kříže v okolí[11]
- Wernerův dub, památný dub letní, v obci zhruba 150 m jjv. od kostela (50°50′34″ s. š., 14°17′38″ v. d.)
- Borovice U obrázku na trase Naučné stezky Růžová směrem k Dolskému mlýnu
- Růžovský vrch zvaný Růžák je při výšce 620[12] m nejvyšším vrcholem Národního parku České Švýcarsko a vznikl při vulkanické činnosti z čediče, který pronikal pískovcem.[13]
- Kaňon Labe, národní přírodní rezervace
- Rozhledna Růženka na Pastevním vrchu byla zpřístupněna v roce 2018. Stojí v místě, kde bývala restaurace, která vyhořela v roce 1932. Po roce 1945 zde byl objekt vojenské strážní jednotky s radarem.[14]

## Osobnosti
- Josef Bendel (1846–1915), pedagog, politik a spisovatel

## Galerie

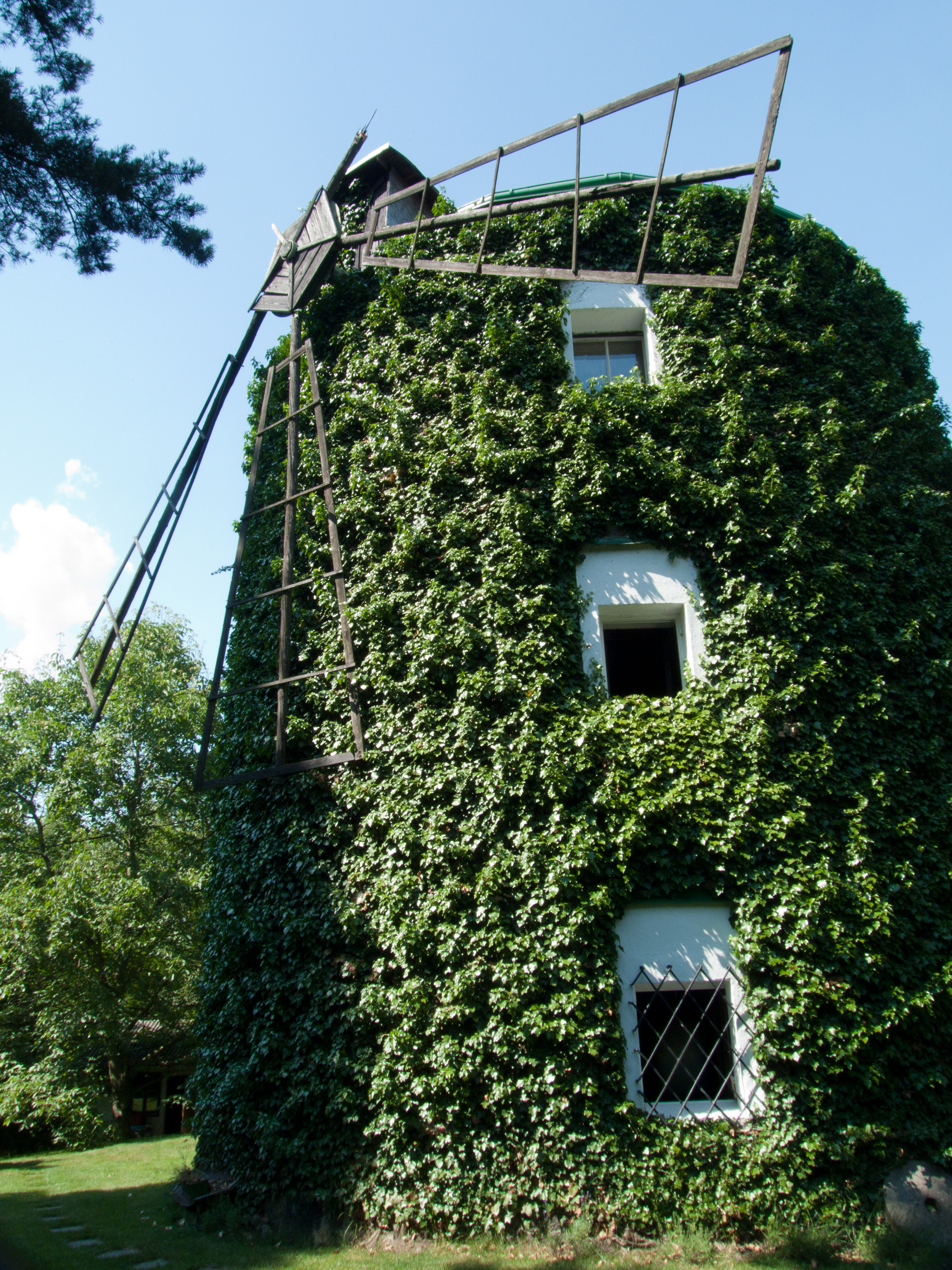
Větrný mlýn z 19. století, nyní penzion
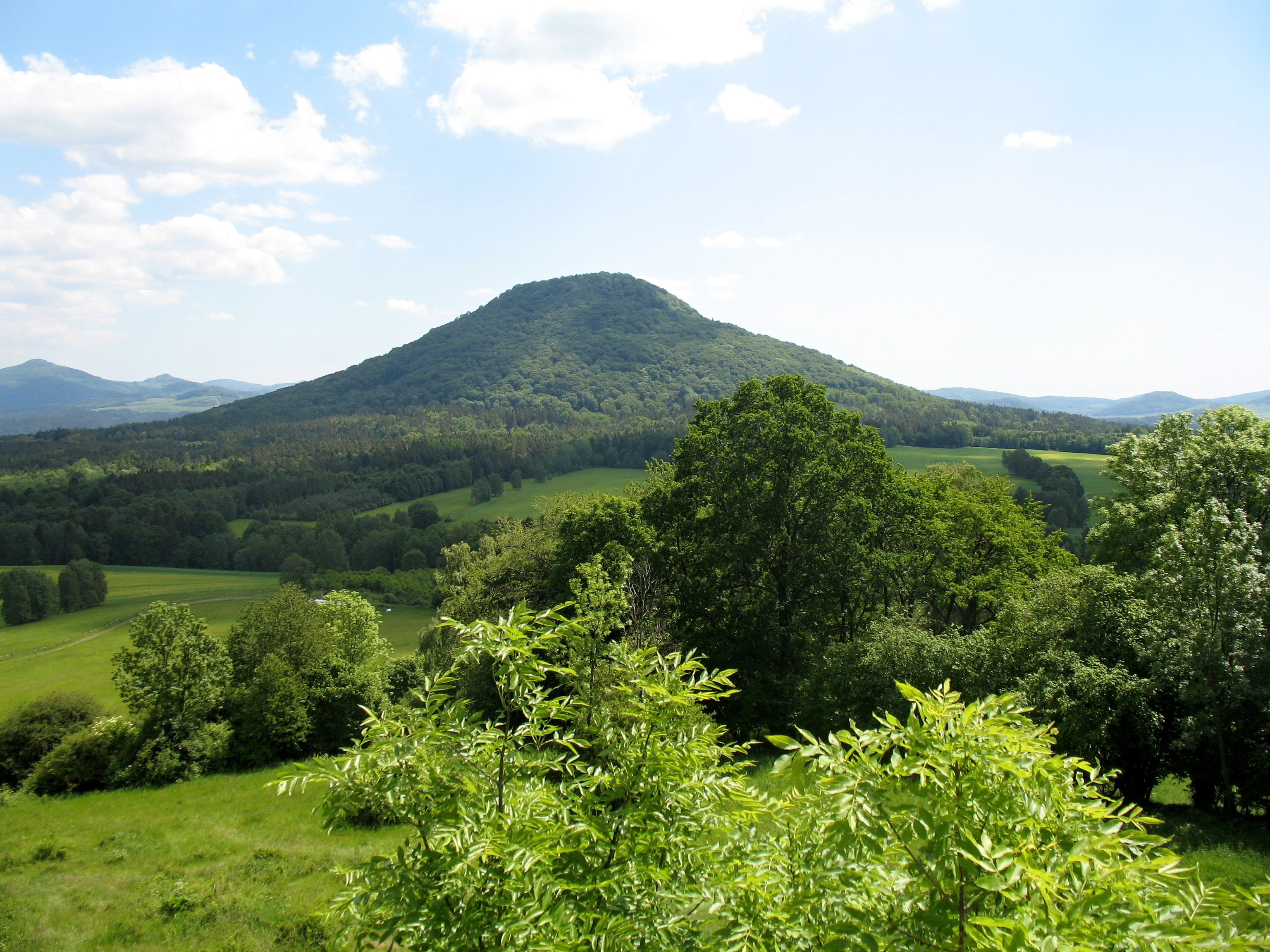
Pohled na Růžovský vrch z rozhledny Růženka
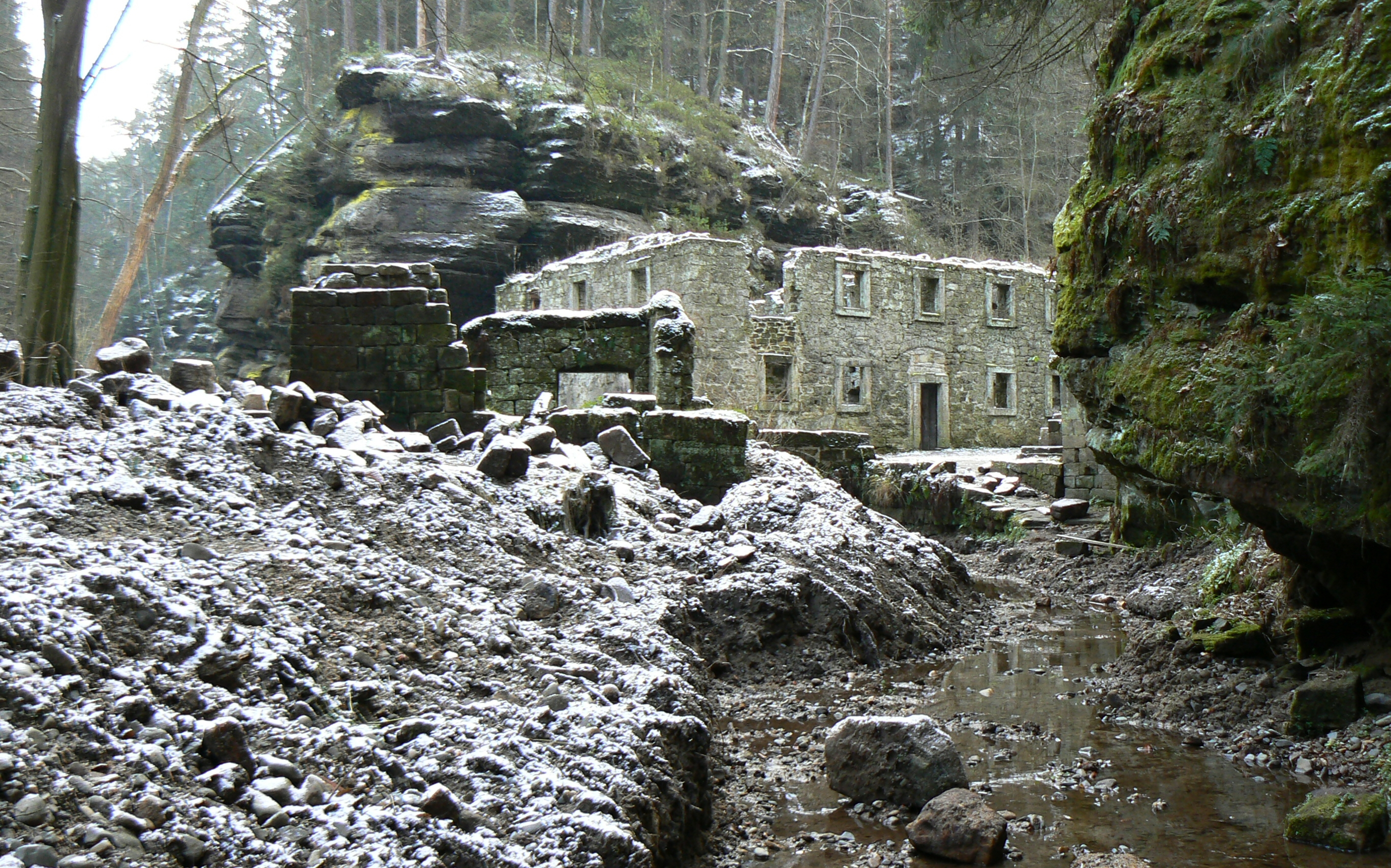
Dolský mlýn na řece Kamenici v zimě
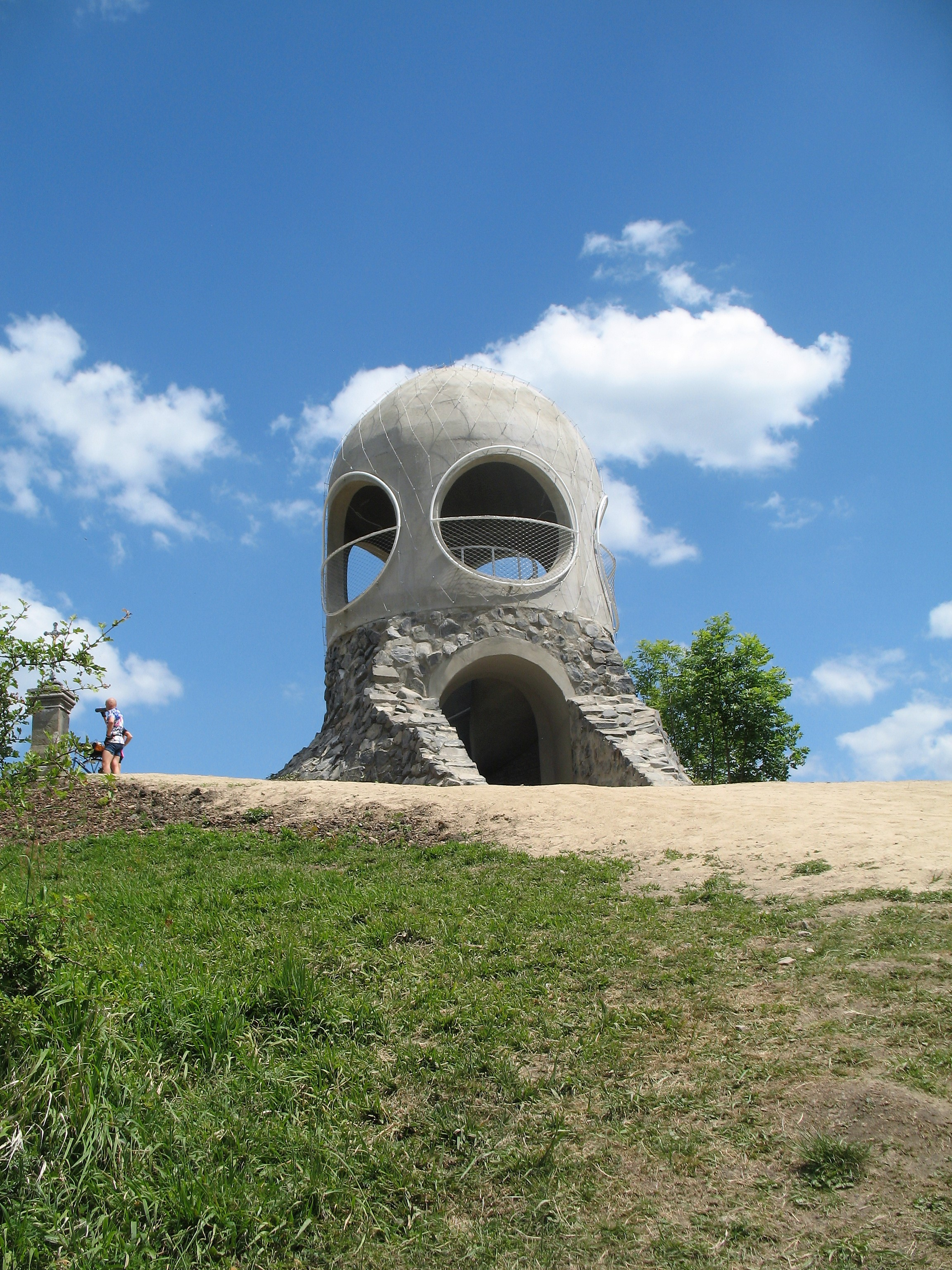
Rozhledna Růženka na Pastevním vrchu
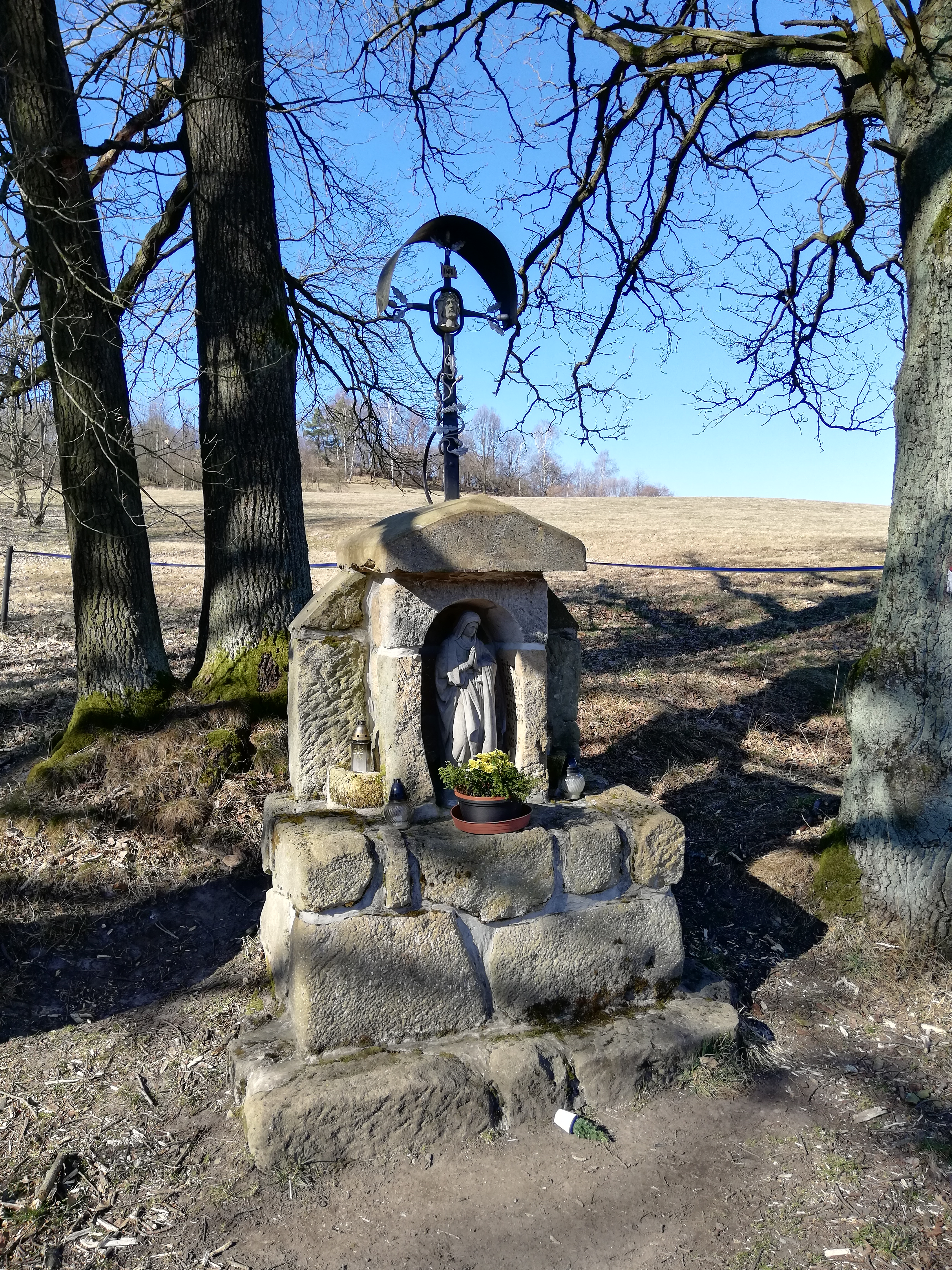
Kříž na úpatí Pastevního vrchu
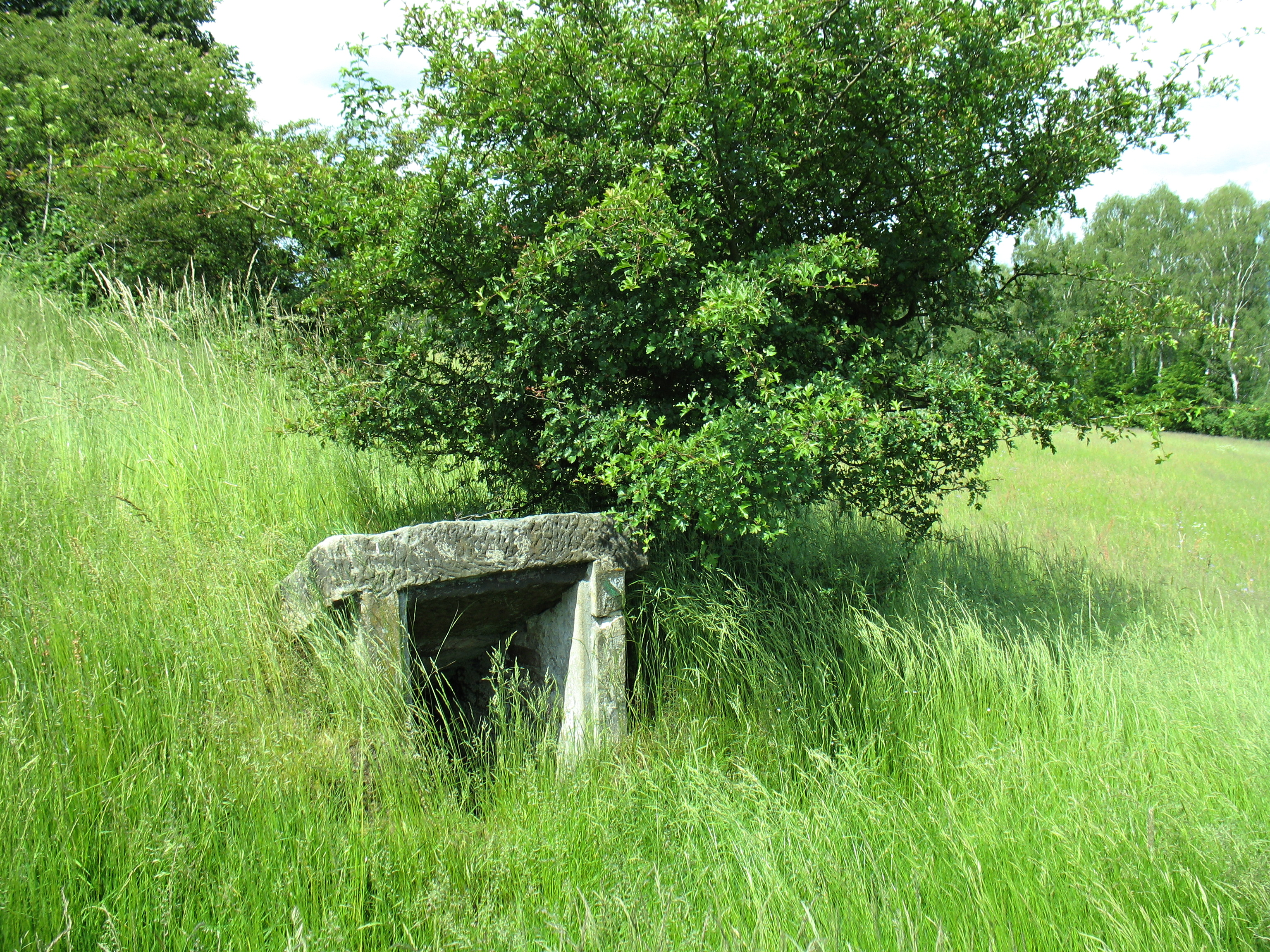
Pozůstatky zaniklé Nové Vísky severně od Pastevního vrchu
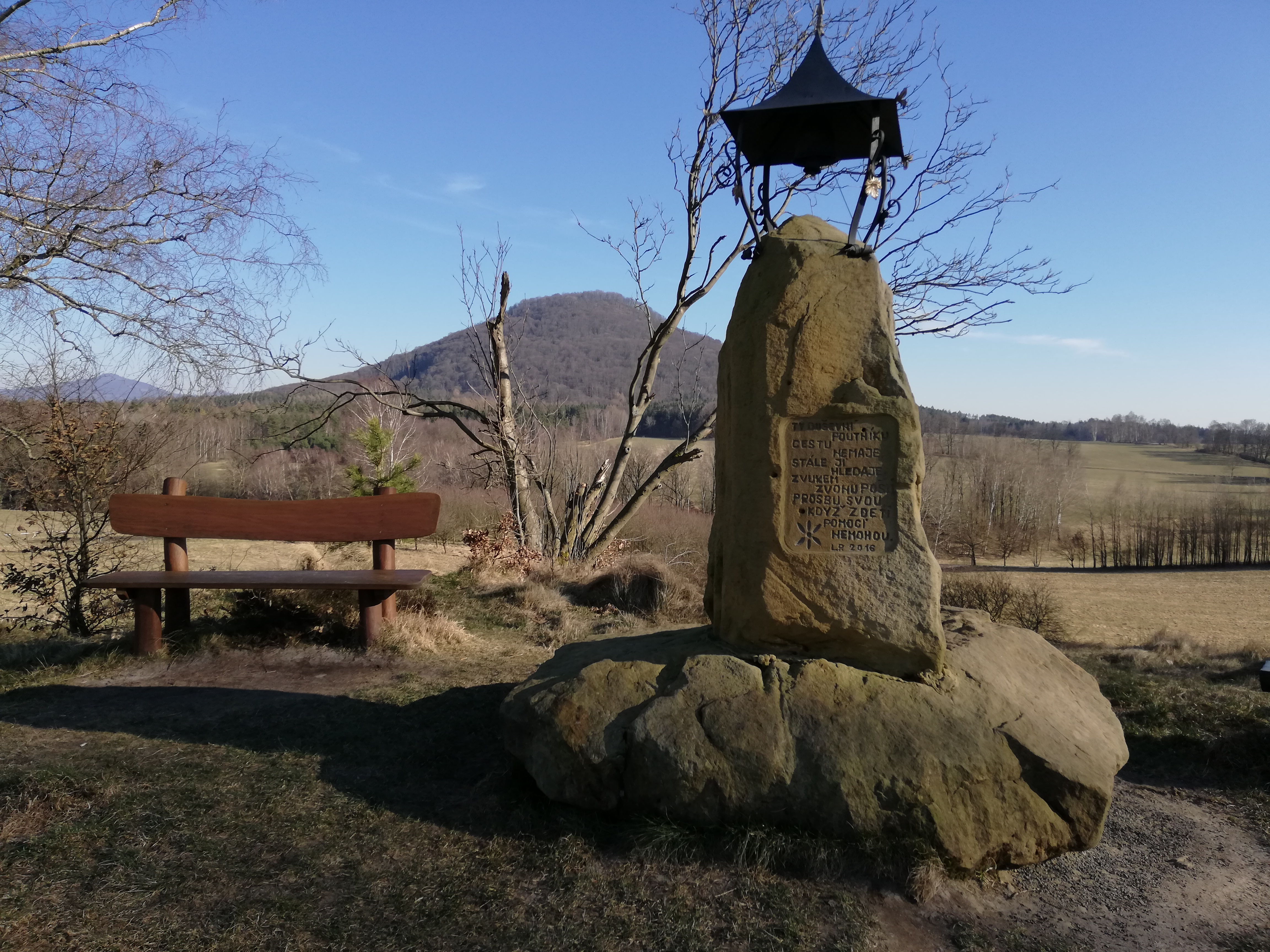
Zvonička pod Pastevním vrchem, v pozadí Růžovský vrch
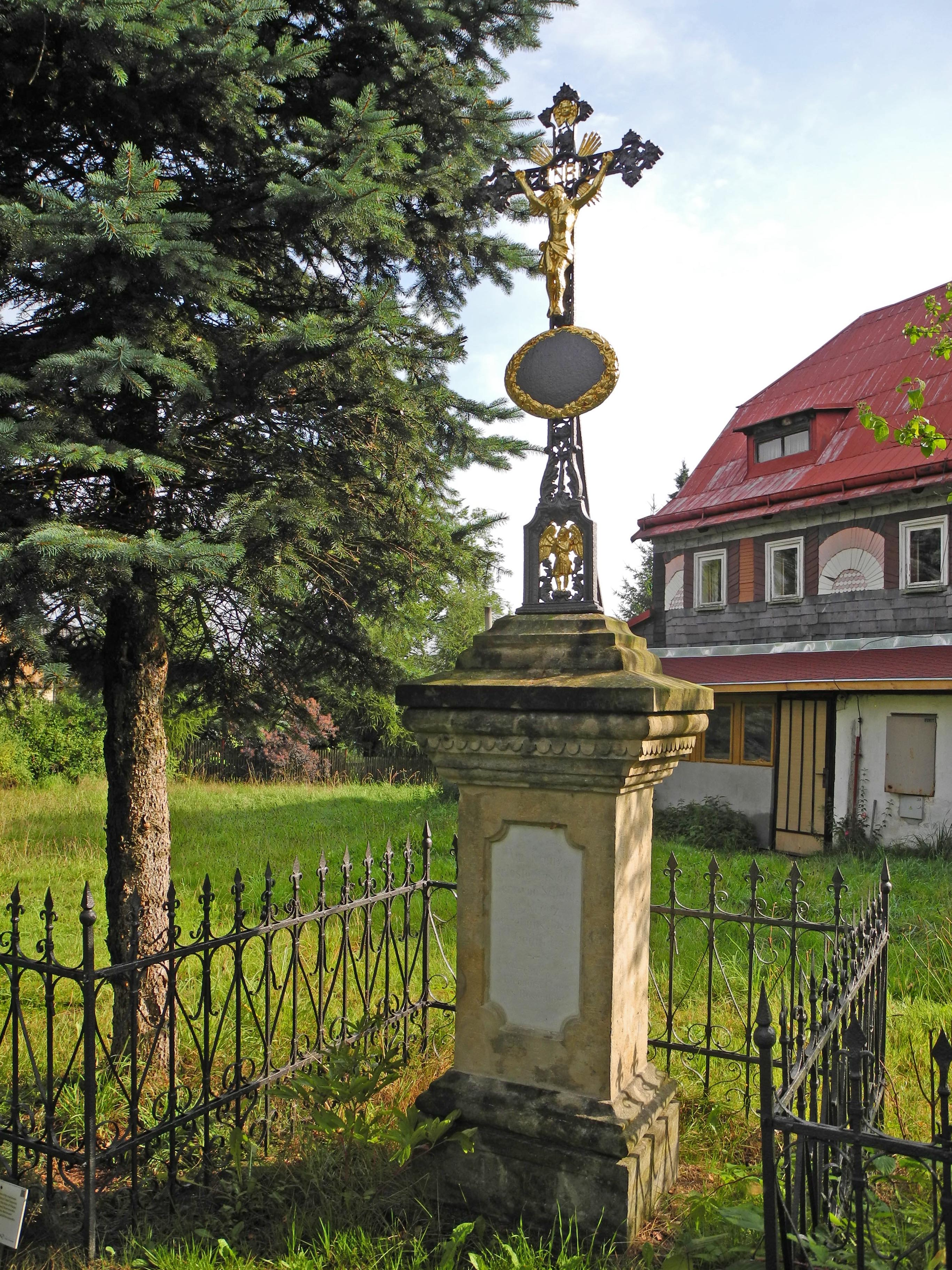
Kříž v Růžové